# Czołpin
Czołpin – wieś w Polsce położona w województwie kujawsko-pomorskim, w powiecie radziejowskim, w gminie Dobre.

## Podział terytorialny
Wieś królewska, położona w II połowie XVI wieku w powiecie radziejowskim województwa brzeskokujawskiego, należała do starostwa radziejowskiego. W latach 1975–1998 miejscowość należała administracyjnie do województwa włocławskiego. Wieś sołecka (zobacz BIP).

## Demografia
Według Narodowego Spisu Powszechnego (III 2011 r.) liczyła 92 mieszkańców. Jest dziewiętnastą co do wielkości miejscowością gminy Dobre.